# Asmate imperviata
Asmate imperviata är en fjärilsart som beskrevs av Walker 1862. Asmate imperviata ingår i släktet Asmate och familjen mätare. Inga underarter finns listade i Catalogue of Life.